# 양동이

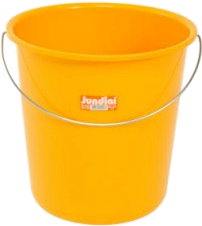
양동이

양동이(洋―) 또는 버킷, 바께쓰(Bucket, 일본어: バケツ 바케쓰[*], 문화어: 바케트, 바께쯔)는 액체 등의 운반에 사용되는 손잡이가 달린 용기를 말한다. 대부분 위쪽이 개방된 원통형의 형상으로, 뚜껑이 있는 것과 없는 것이 있다. 용도에 따라 다양한 크기, 모양, 재질 등의 제품이 있다.

## 종류 및 용도
다양한 목적으로 사용되는 다양한 양동이 종류가 있다. 이들 중 대부분은 기능적 목적이지만 귀금속으로 만든 것을 포함하여 일부는 의례용으로 사용된다. 일반적인 유형의 양동이와 그에 따른 목적은 다음과 같다.
- 물을 운반하는 데 사용되는 물통
- 액체 및 과립 제품을 운반하는 데 사용되는 가정용 및 정원용 양동이
- 청동, 상아 또는 기타 재료로 제작된 정교한 의식용 또는 의례용 양동이. 여러 고대 또는 중세 문화에서 발견되며 때로는 라틴어로 시툴라로 알려져 있음
- 농업용 조경 및 목적을 위해 로더 및 텔레핸들러에 부착된 대형 스쿠프 또는 버킷
- 건설업에서 자재를 파쇄하고 재활용하는데 사용되는 굴착기에 부착되는 파쇄기 버킷
- 성 모양의 물통은 해변이나 모래밭에서 모래를 모양내어 운반하기 위해 어린이 장난감으로 자주 사용된다.
- 고온에서 액체 금속을 담기 위해 주철 양동이나 제련 양동이와 같은 특수한 형태의 양동이

양동이는 좌석, 도구 캐디, 수경 정원, 변기, 스트리트 드럼 또는 가축 모이통 등으로 용도가 변경될 수 있다. 양동이는 또한 생존자들이 장기간 식량을 보관할 수 있도록 용도가 변경되기도 했다.

## 갤러리

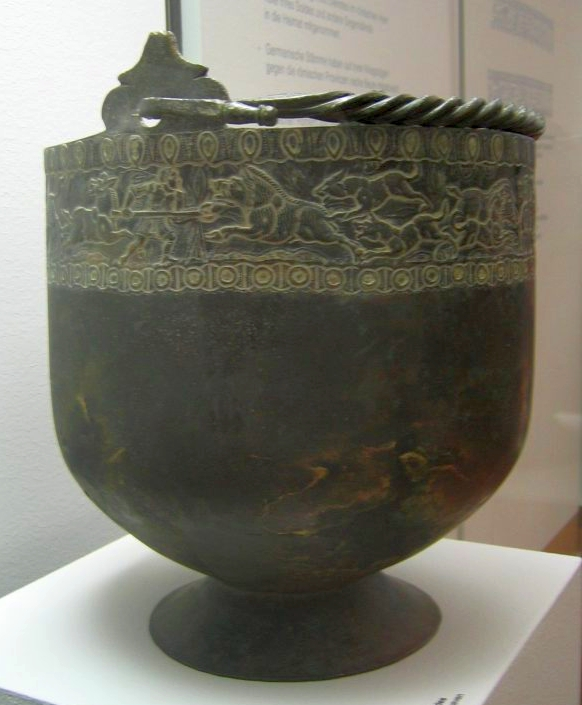
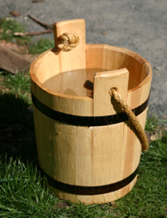
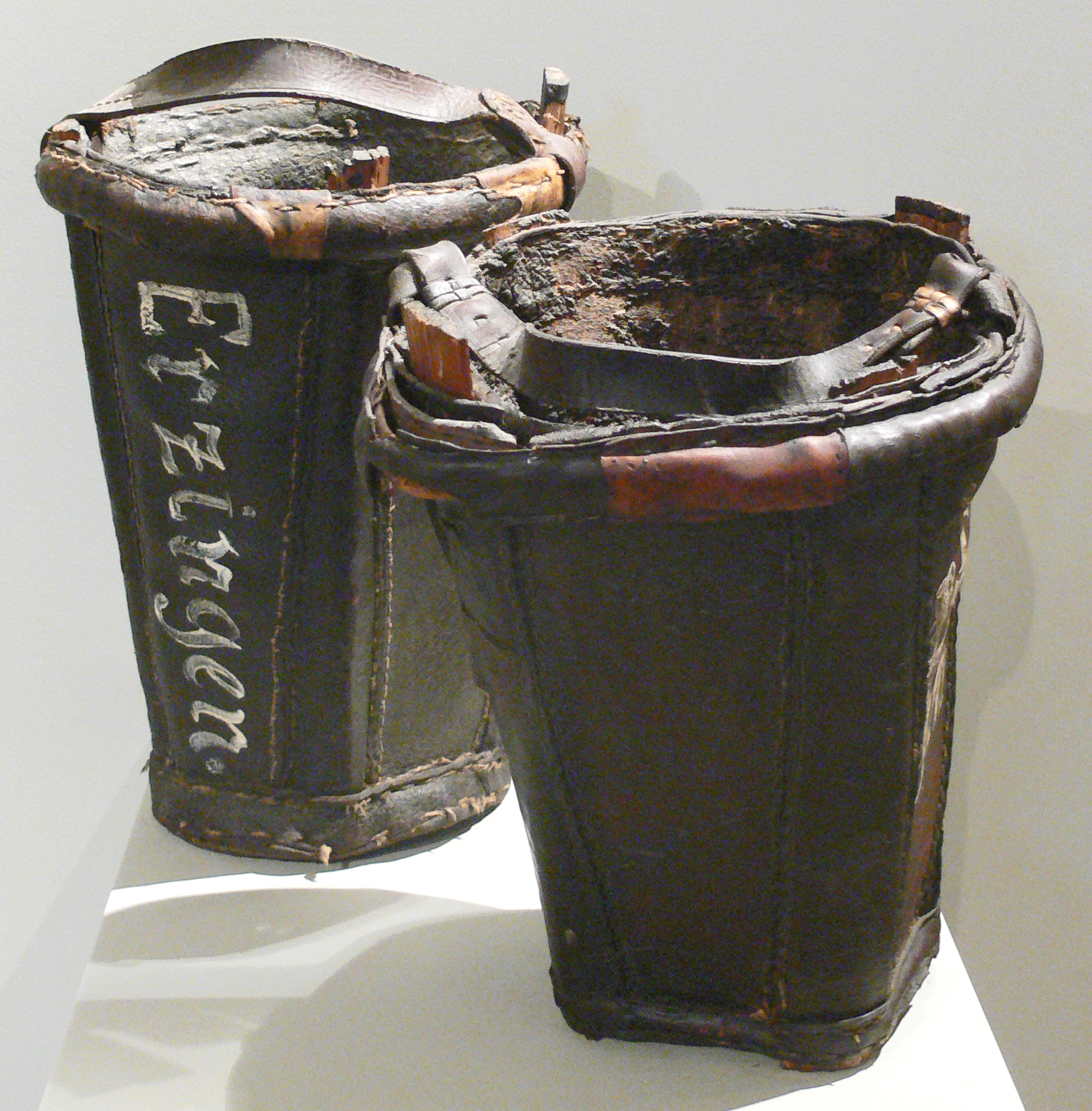
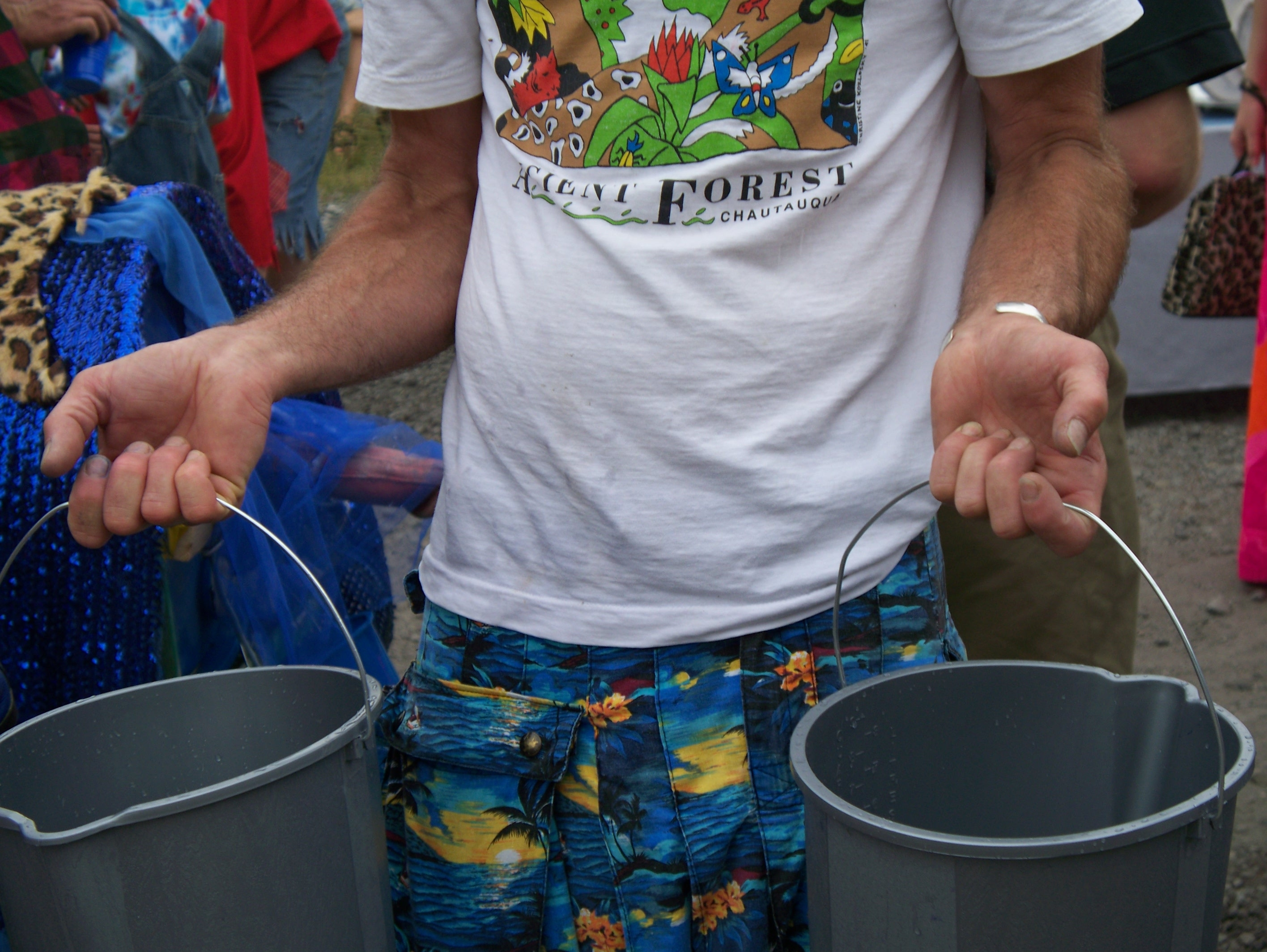
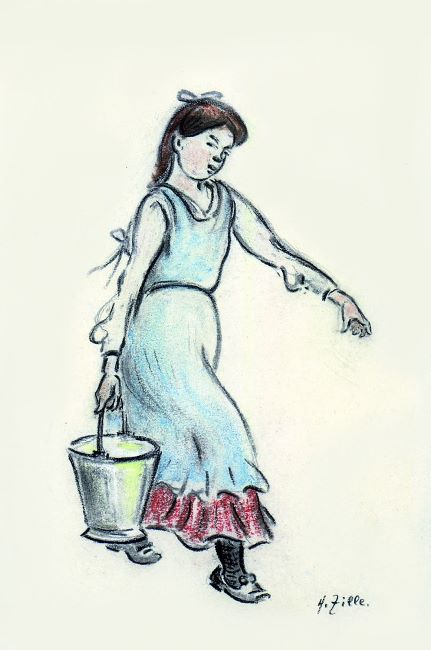
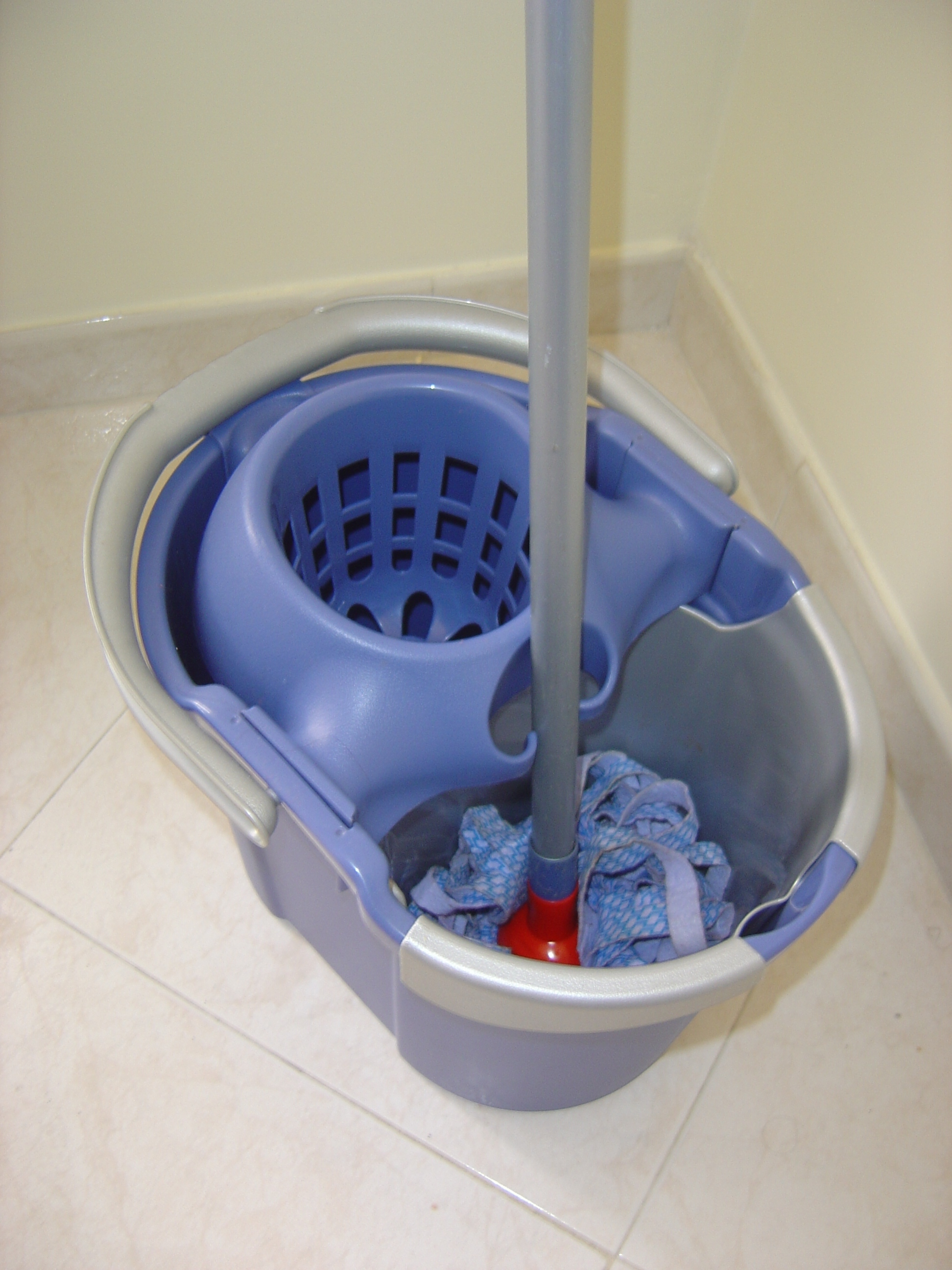
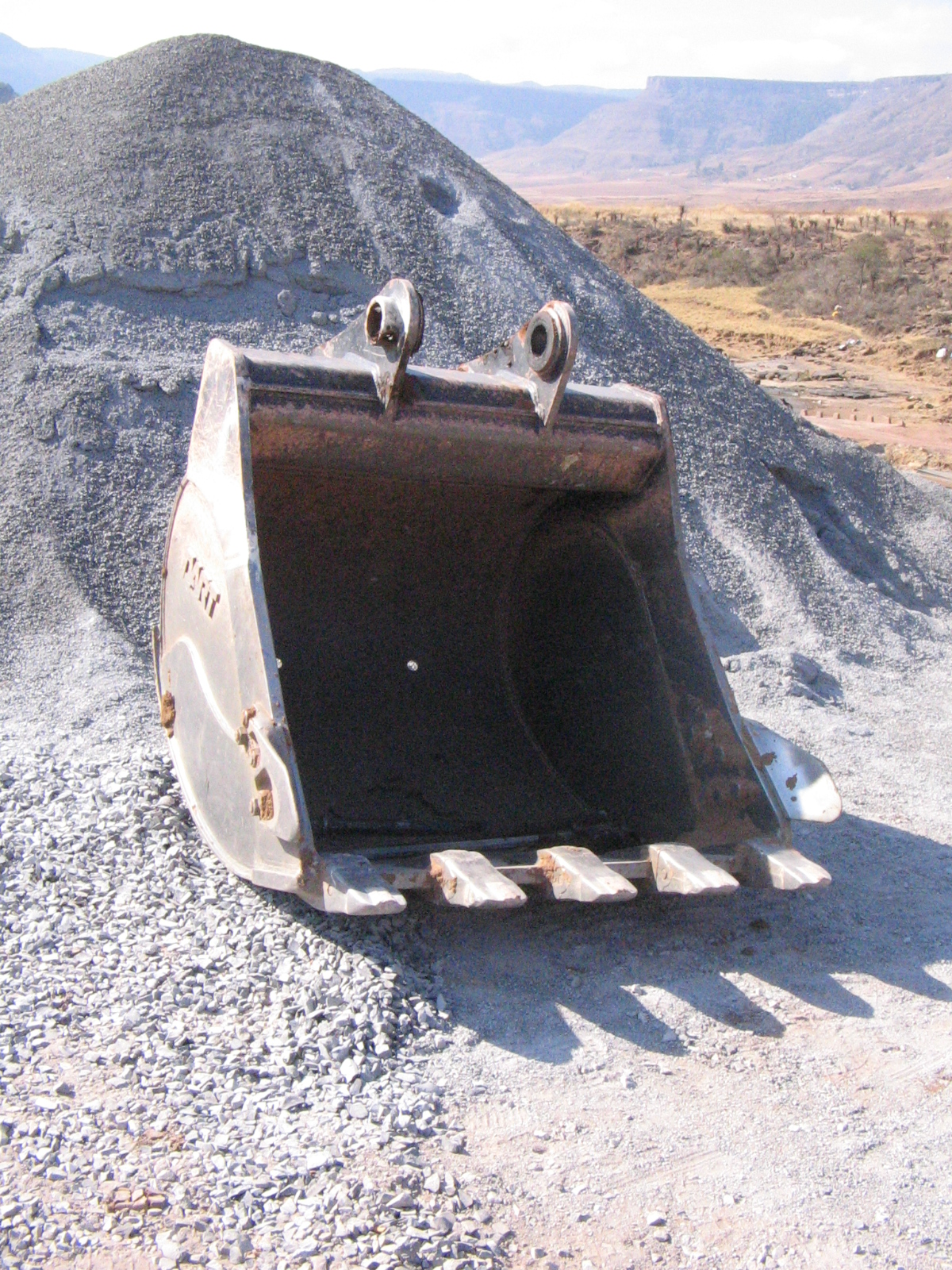
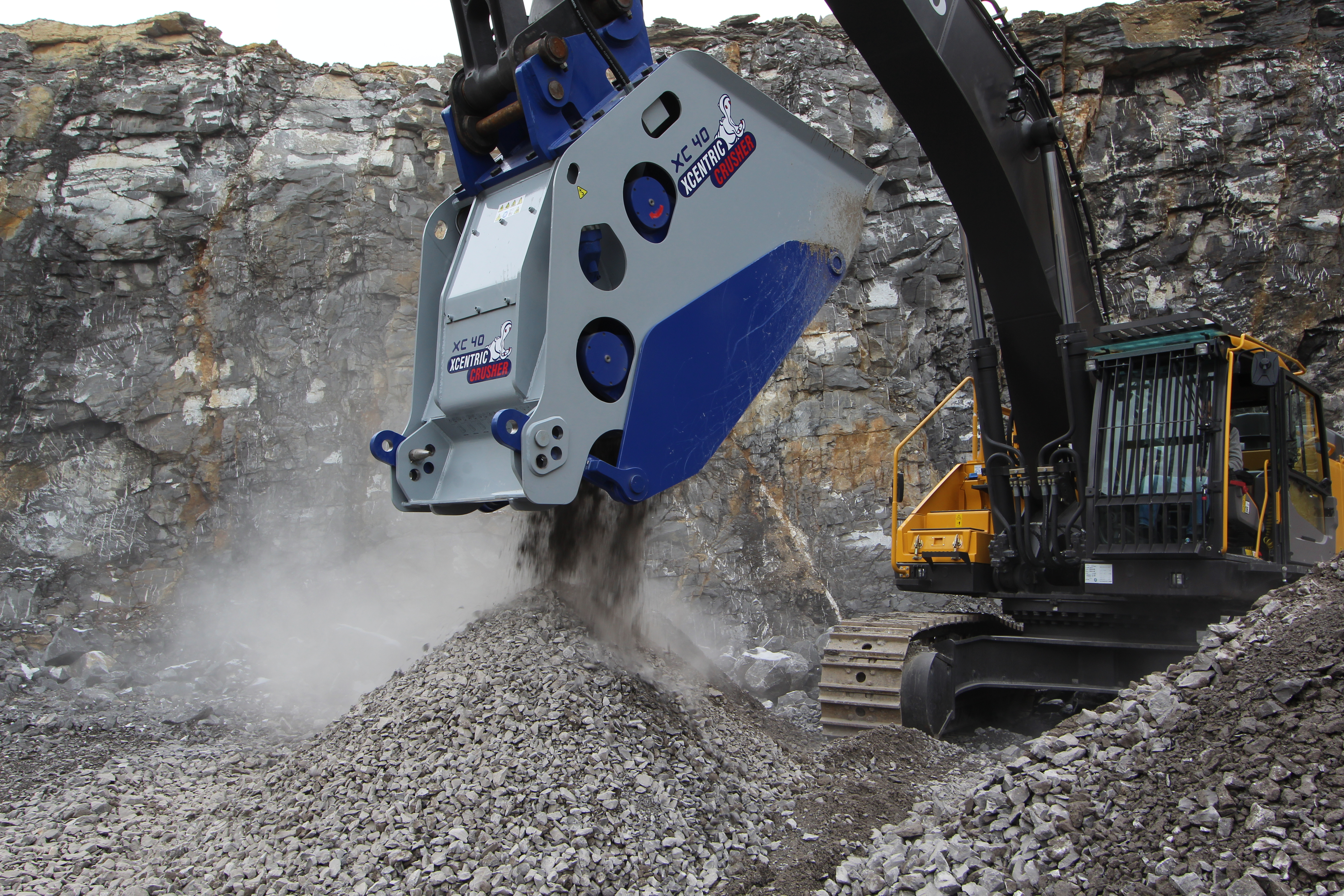
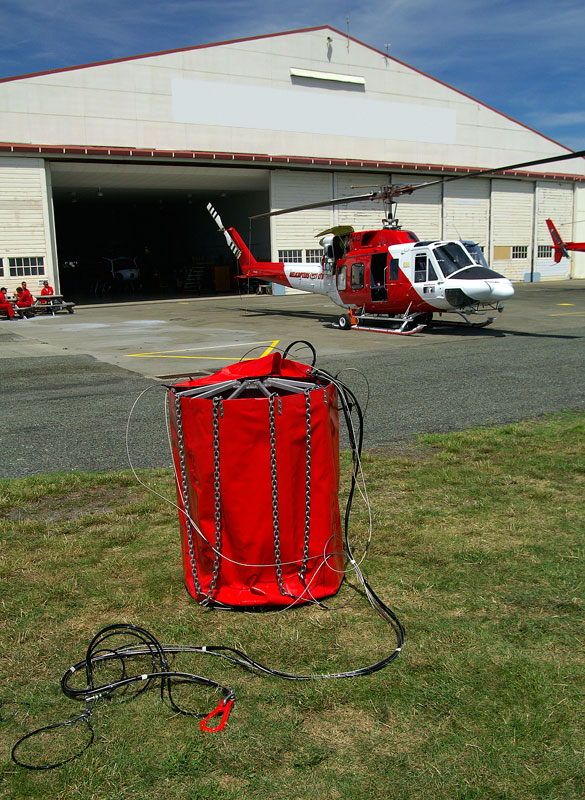
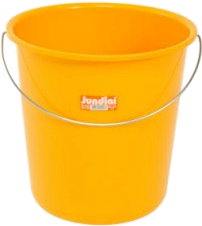
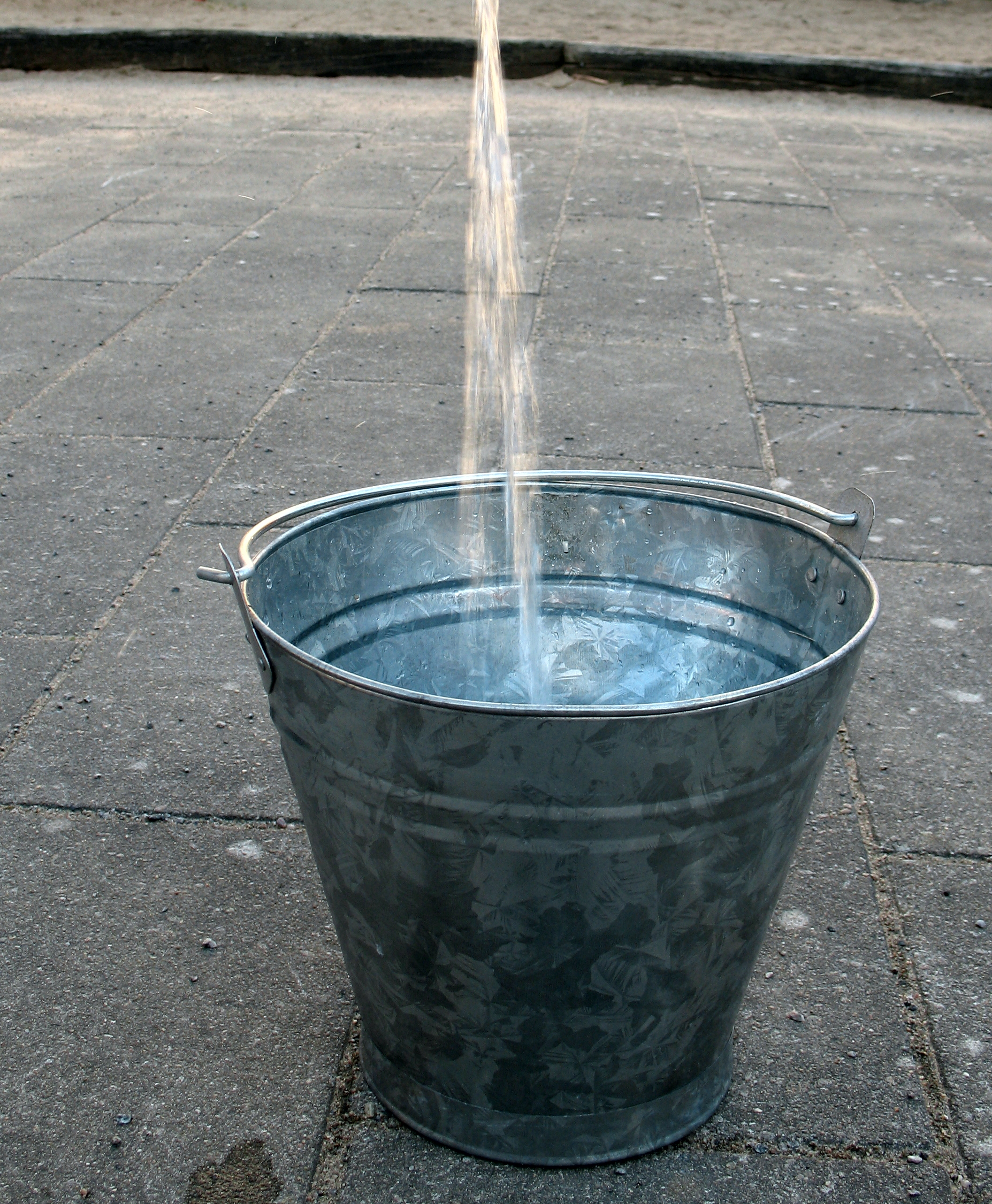

## 같이 보기
- 대걸레